# バーコードファイター

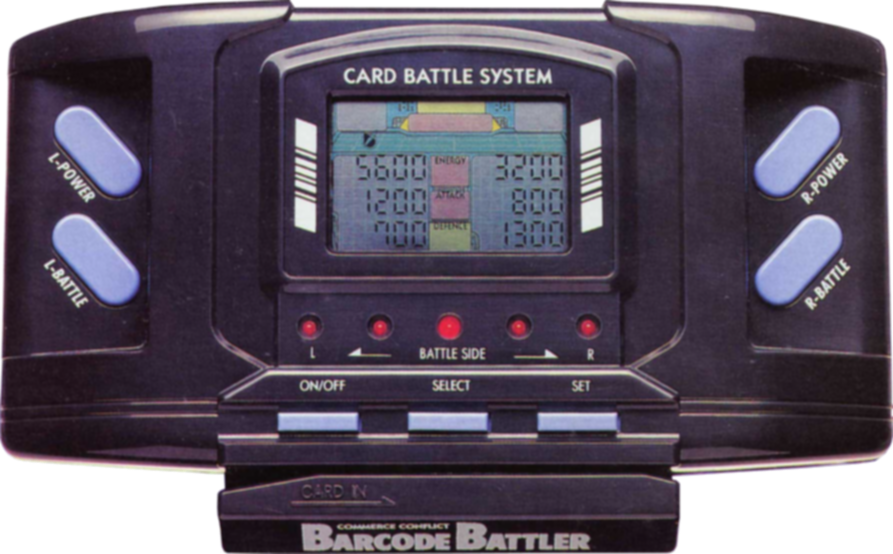
エポック社製「バーコードバトラー」。

『バーコードファイター』（BARCODE FIGHTER）は、小野敏洋による日本の漫画作品。『月刊コロコロコミック』（小学館）にて1992年4月号から1994年7月号まで連載された。
本作は、1991年にエポック社から発売された玩具「バーコードバトラー」および「バーコードバトラーII」、「バーコードバトラーII2（ダブル）C0」、「C2」をモチーフにしており、玩具とのメディアミックス作品として連載を開始した。連載当時の『コロコロコミック』には、付録としてバーコードバトラーで使用できる同作品のカードが付くこともあった。同時に、本作はヒロインの有栖川桜が、児童向け漫画作品における「男の娘」の一例として取り上げられることがある。
単行本は全5巻で、長らく絶版となっていた。2004年12月15日に復刊ドットコム（fukkan.com）から上下巻本として復刊され、あとがきに代えたマンガにて「あくまでも抗議や苦情が原因ではなく、単に人気の低迷により終了した」と小野が語っている。
小学館『コロコロアニキ』にて、2016年11月発売の第7号および2017年9月発売の2017年秋号にて続編読み切りが掲載された。

## あらすじ
本編のストーリーは大きく分けて「前編」「全国バトル選手権編」「武装恐竜軍団（ダイナアームズ）編」「桜を救え!編」の4つに分類できる。なお、続編読み切りは「特別編」と表記する。

### 前編
四鷹市にあるアミューズメントゾーン“ドラゴン”に、最新鋭の超大型体感ゲーム施設“ゲームドーム（GD）”がオープンし、バーコードをマシンに入力して戦う新感覚ゲーム“バーコードファイター”が大人気となっていた。ゲームドームの特徴はVRシステムとドーム天井を覆う巨大モニターにある。プレイヤーは“シミュレーター”と呼ばれる筐体に乗り込み、HMDを装着してゲームを進める。観客はドームの天井一面を使った巨大なディスプレイで観戦することができるようになっている。
ある日、虎堂烈は幼馴染の有栖川桜に勧められてプレイするも一撃で敗退する。しかし対戦相手の掛須巧に挑発され一念発起、リベンジを果たす。
御沙吾真、清白彩など様々なライバルに出会いながら次第に強くなっていく烈の前に、“バーコード皇帝（エンペラー）”ニーズホッグなる者が現れる。エンペラーはGDのネットワークに侵入して全店を支配し、より強いバーコードを求めて勝負を挑んでくる。
エンペラーと因縁があるという清白の兄“バーコードマスター”竜胆岳と共に対エンペラー用の特訓にやってきた烈たち一行は、大阪店のチャンピオン阿鳥改と出会う。桜に一目惚れする阿鳥だったが、一緒に入ることになった温泉施設で、桜が実は女性ではなく男性だったことが判明する。ショックから桜を「オカマ」と罵る阿鳥に対し、烈は桜の名誉を守るためにバーコード勝負を挑む。

### 全国バトル選手権編
第1回バーコードファイター全国バトル選手権が開催され、順調に勝ち進む烈たちだが、決勝戦の場は大会に忍び込んだバーコード皇帝の罠が待ち構えていた。エンペラーの刺客を倒した烈は竜胆の強い勧めもあり、エンペラーをも倒すため皇帝領域への招待を受ける。最初は威勢の良かった烈だが、次第にエンペラーに洗脳され始める。ただ強いバーコードだけを集めているかに見えたエンペラーだが、真の狙いは烈自身をバーコード化することにあった。

### 武装恐竜軍団（ダイナアームズ）編
四鷹店の周囲で名のあるバーコード戦士が、「恐竜のバーコード」を持つ謎のバーコード戦士に勝負を挑まれるという辻斬りが頻発。倒されたバーコードは恐竜に変えられて奪い取られ、どのマシンでも一切認識されないという不可解な現象が起こった。この事件の犯人は樹雷3兄弟。草鴫令法という謎多い男に脅されての犯行だった。草鴫は樹雷たちの集めたバーコードで行った実験を基に、バーコード皇帝を復活させることができる「エンペラーコード」の生成に成功する。

### 桜を救え!編
HMDや高性能センサーを使用した家庭用の本格的VRゲーム機「バイブルII」を購入した桜は、開発中止になったはずのソフトのテストロム「ホーリー・マウンテン」を手に入れる。そのソフトには、基本設定をスムーズに頭に叩き込み、脳に擬似記憶を刷り込むことでリアルなゲーム体感、感情移入を実現することを目的としてバイオバーコードが使用されていた。ゲーム世界の「お姫様」になりきった桜は、ゲーム世界から戻ることができなくなった。昏睡状態の桜を救うため、烈たちはGDを一晩借り切ってゲーム世界へ入り、桜の救出に向かう。

### 特別編
続編読み切りでは「烈と桜が相思相愛の関係になる未来の世界」が描かれており、烈と桜がカップルにならなかったことを残念に思ったファンに向けたアンサーとされている。また、バイオバーコードによる脅威は烈たちの活躍によって無害化され、安全な遊びとして使われている。

## 登場人物
ここではバーコードファイターを所有する者は、所有機体もキャラクターと併記して紹介する。

### メインキャラクター
虎堂 烈（こどう れつ）
本作の主人公である11歳の小学生。熱しやすく冷めやすい性格。桜に誘われてバーコードファイターとなる。ライバルには雪辱戦で勝利を収めることが多い。ゲームはあまり得意ではなかったようだが、バーコードバトルではビートルの性能も相まって、当初のドームチャンピオンだった掛須と互角な戦いを繰り広げた。清白に敗れて特訓して以降は、コマンド入力の素早さと正確さが高まり、バーコードの性能と相性のみに頼ることはなくなった。バーコードバトラー本体を持っておらず、桜のを借りてバーコードの確認を行っている。父の前髪も赤い「炎の一族」出身だという。洋子（ようこ）と早紀（さき）という5歳年下の双子の妹がいる（その妹たちは特別編にも登場）。
桜の性別については小さいころから知っており、そのことでいじめられた桜をかばっていた。桜のことは恋愛対象とは思っておらず、その好意にも気づいていないが、親友として大事にしており、桜を「オカマ」呼ばわりして侮辱する者には制裁を行う。ただし、巨乳の「お姉さん」が好みのタイプになっている。
ダッシュビートル
カブトムシがモチーフの機体。小さ目の機体に高い守備力を誇る。「剣豪ビートル」「ダッシュビートル後期型」「ダッシュビートル最後期型」「ダッシュビートルIバトラーII仕様」。
主役ロボットをカブトムシにした理由は、単純に一番人気がある昆虫だったことから。
ダッシュビートルII
GDのバージョンアップに伴い機体を新装。基本は“戦士”だが追加バーコードによるバリエーションが豊富。「ビートルアクテオン（魔法使い）」「ビートルギデオン（魔法使い）」「カケスビートル（KT-1?との融合）」「ダッシュビートルII A-3装備（水中仕様）」「ビートルネプチューン（水中仕様）」「ハイパービートル（アンディーンとの融合）」「ビートルヘルクレス（9倍力）」「ダッシュビートルII A-5装備（重火器装備）」「ビートルケンタウルス（スピード強化）」「カイザービートル（スタッグビートルとの合体）」。
ビートルケンタウルスは小野が一番気に入っている機体であり、デザインは1985年公開の洋画『オズ』から着想を得ている。
ダッシュビートルIIタイプD ビートルアトラス
GDのバージョンアップに伴い機体を“聖戦士”へと新装。後に「ビートルアトラス バージョン2」へ改装。必殺技は「ファルネーゼ・アポカリプス」。
有栖川 桜（ありすがわ さくら）
本作のヒロイン的存在で、烈の幼馴染。11歳の小学生。語尾が「〜かもォ」「〜じゃなぁィ？」「〜してェ」と伸びるのが特徴。明太子が苦手。常識人であり、猪突猛進な烈の性格を律し、正しい方向へ導く。見た目はおしとやかで可愛らしい美少女だが、11話にて、実は男子（女装美少年＝男の娘）であることが明かされる。もし自分が胸のある女の子だったら好意を抱いてもらえるのではないかと思っている。
バーコードファイターとしての実力は行きつけのバトルドームでは烈同様、毎回必ず上位に食い込んでおり決して低くないが、やられ役となることが多い。しかし、これがヒロインとしての役柄に繋がっている。
本作品『バーコードファイター』を象徴するキャラクターであり、復刊ドットコム版1巻巻末描き下ろし漫画にて、作者による「バーコードといえば桜」とそれを認識したコメントがある。また、復刊ドットコム版の表紙は2巻とも烈以上に大きく描かれている。
さくらちゃん
桜が最初に所有していた機体で、所有者自身をSD化したような姿をしており、ピコピコハンマーを武器とする。機体を所持していなかった烈が桜に借りて最初に乗った機体だが、掛須に瞬殺される。
アンディーン / ラ・シルフィード / シルフィード・セラフ
GDでは珍しい擬人化型の機体。桜そっくりの顔を持つ美少女型で、アンディーンとシルフィードは同じ機体をベースにした水中仕様（人魚型） / 陸戦仕様。単独よりも他機と合体する「精霊融合」する場面が多い。持ち主と同様に実は男で、ダメージを受けて衣装（装甲）を剥がされた際、男性の象徴を見せつけて敵へ大打撃を与える「じつはあたし男だったの」攻撃が必殺技。
掛須 巧（かけす たくみ）
烈が現れるまでの四鷹店チャンプ。小学生だが家庭の財力に任せて機体を量産している。最終回および後年発表された番外編の時点においても、桜の性別の秘密を知らずに好意を寄せていた。
生意気な性格をしているものの、烈からは「御沙吾よりはバカな分救いがある」とみなされている。バーコードファイターとしての実力は初期こそ烈の良きライバルだったが、物語が進行していくにつれ行きつけのバトルドームでは上位に食い込んではいるものの水をあけられ、やられ役のギャグキャラクターと化す。
譲司（じょうじ）という弟がいる。
復刻版に追記されたあとがき・没ネームによれば、初期設定では「烈と桜とは幼馴染であり、引っ越していった掛須が5年後に再会し、この際に桜の性別が明かされる」という設定だった。
カケス1号 - 31号
実際に名前が判明している機体は「1号」「17号」「28号」「31号」のみ。17号は顔を除き特撮「大鉄人17」ほぼそのままのデザイン。31号はHP0の「ゾンビカード」。
KT-1
GDのバージョンアップに伴い機体を新装。後に「SKT-1」へ新装した。
スティーブ・セコイア
各地のバーコードチャンプを倒すさすらいのアメリカ人。金髪と絆創膏がトレードマーク。語尾に「〜でやんす」を付けるのが口癖。烈に敗れた後は、烈を「おやびん」と慕う。「すちーぶ」の愛称が完全に定着し、ちゃんとした名前で呼ぶ者が身内以外にはいなくなった。一軒家住まいで、なぜか正月にこいのぼりを飾っていた。語尾が「〜でありんす」の花魁口調で話すクリスという姉がいる。桜に次ぐ常識人。
初登場で掛須を問題にせず一蹴、その後烈と五分の勝負を繰り広げるが敗北、後半ではやはりやられ役となった。女のように見えて男である桜と、それでも好意を寄せ続けている改に対しひどく驚いている。
キャプテンU・S・A
基本機体「ピルグリム」とサポートロボ「メイフラワー」を合体させた機体。後に単体の機体「USA・ザ・グレート」に新装。
清白 彩（すずしろ あや）
ボーイッシュで、性格も男勝りな少女。あらゆる意味で桜とは正反対な存在の女子でもあり、一人称は「おいら」。しかし、そのキャラクターとは裏腹にかなりの巨乳である。チャンピオンである烈に挑戦を申し込んだ。優れた機動性と正確なシミュレータ操作で格闘戦を得意とし、バーコードファイターとしての実力は高い。烈は彩との勝負を通じ、シミュレータ操作のイロハを徹底的に自らに叩き込んだ。
リングスター
銃や剣などアイテムを持たず、格闘のみで戦う。プロレス系の投げ技が得意。
竜胆 岳（りんどう がく）
清白の実兄。バーコードを見ただけでその能力を判断することができ、バーコードマスターと呼ばれる。ニーズホッグを倒す目的のため、清白を使って烈を試していた。かつてニーズホッグに命を奪われそうになったが、父親がバーコード化されながらも内部操作を行ったらしく、記憶喪失だけで済んだ。元々無表情だったが、烈に会ってから少しずつ性格が変化した。
阿鳥 改（あとり かい）
大阪店チャンプの小学生。長髪を一本結びにしている。温泉街で桜に一目惚れする。桜が男だと知ってショックを受け葛藤し続けたが、物語終盤で桜を「体が男で心は女」と承知した上で告白する。この出来事により、桜を救出するきっかけをつくり、物語のキーパーソンとなる。
バーコードファイターとしての実力も高く、作中ではいいところで電源が落ちて無効となったが、烈と互角の戦いをし引き分けるほどの実力者。
スタッグビートル
クワガタムシがモチーフの機体。GDのバージョンアップに伴い“聖戦士”型へ改装した。雷をエネルギーとして用いる。必殺技は2本の角の間から雷球を生成し放出する「ツインテックボルト」。

### サブキャラクター
権田原 夏樹（ごんだわら なつき）
21歳の大学生でゲームドーム四鷹店アルバイト。初期は「ゲームドームのおねーさん」としか呼ばれておらず、後に「なつきねーちゃん」と呼称された。全国大会の進行役を務める際に本名を暴露した（男のような苗字を気にしており、本人も名前しか教えていなかった）。竜胆岳に好意を寄せる。
『知力で走れミニ四駆』『ショッカーO野の熱血ヒーロー日記』などの小野敏洋の漫画に度々出演している。
薬師寺 蘇鉄（やくしじ そてつ）
仏像マニアの中学生。GDを仲間3人で占拠、ゲームを独占したが、バトルで烈に敗れる。その後は改心し、自身一人でバーコードバトルに参加する。常に無表情で、口を全く動かさない。
ヤプラバラージャ / 瑠璃光キング
魔法使いタイプ。「瑠璃光キング」他のロボットとの合体機だったが、後半は単体として「ヤプラバラージャ」と並行使用。「十二神将」を召喚したり、相手を仏具の中に封じる技などを使う。
御沙吾 真（みさご しん）
GD筒井ヶ浜店の中学生チャンプ。桜を賭けて勝負を行い烈を追い詰めるが、桜の操るキャラと合体した烈に惜敗する。後に桜の性別が明るみに出て、後悔するハメになった。無愛想な性格で女性に興味がないと言うが、桜を手に入れてどうしたかったのかは不明。
フィッシャーキング
海岸にあるGDらしく水中戦専用の機体。バリエーションには「スーパーフィッシャーキング」「フィッシャーキング陸戦仕様」がある。必殺技は「ネメシス」。相手のバーコードとの相性を合わせることにより「27倍剣」を使用可能にし、大爆発を巻き起こす。
樹雷3兄弟（じゅらいさんきょうだい）
末妹・翼（つばさ）、次男・渓（けい）、長男・竜牙（りゅうが）の三人組。GD吉祥寺店の有名ファイターだが、草鴫に脅迫され烈たちを襲う。また、翼はスティーブに一撃で負けてから好意を持つようになる。
武装恐竜軍団（ダイナアームス）
翼の「メカ-ケツァルス（翼竜）」、竜牙の「メカ-ティラノス（ティラノサウルス）」、渓の「メカ-プレシオス（首長竜）」が主機体。敵機体を恐竜の姿に変えて味方化させる「ダイナエボリューション」を使う。また、バイオバーコード暴走時の竜牙は周りを吸収して出来た機体「メカ-ディノケイルス」に搭乗する。
宮垣俊二（みやがき しゅんじ）
メガネをかけた、鉄道オタクのバーコードファイター。時刻表（青春18きっぷ）が愛読書。自信家でかなりの実力者。全国大会でベスト4まで上り詰めた。
名前は紀行作家の宮脇俊三のもじり。
横浜にあるカレー屋の娘<仮称>
褐色肌の少女。中学1年生。インド系イギリス人。テニス部所属。松平健のファンらしい。宮垣とともに全国大会でベスト4まで上り詰めた、その時点での烈の対戦相手。バーコード皇帝の策略で中断され、烈と戦えず残念がっていた。
本名不明で、おまけ漫画や終盤のあとがきで自分の名前がないことに不満を持ち、さらに本作が打ち切られたことで活躍をすることはなかった。

### 黒幕
草鴫 令法（くさしぎ りょうぶ）
経歴不明。高密度な特殊バーコードを使った謎の計画を企む。
「桜を救え!編」以降は登場せず、本作が打ち切りとなり悪役から干され、最終回のオチでバーコード皇帝と共に「おれたちどーなんのよ。」と困り果てているところで物語を締めくくった。
バーコード皇帝（エンペラー）
バーコード世界の王を名乗り、ゲームドームの回線をハッキングして烈たちの前に現れた。別名「ニーズホッグ（嘲笑する虐殺者）」。「くるっくー」が口癖。コンピューターグラフィックで描かれた外見も、異形の形をしている。竜胆の父子とは浅からぬ因縁がある。
「桜を救え!編」以降は登場しない。

## 書籍情報
- 単行本

1. 1992年11月1日 ISBN 4-09-142041-9
2. 1993年5月1日 ISBN 4-09-142042-7
3. 1993年10月1日 ISBN 4-09-142043-5
4. 1994年4月1日 ISBN 4-09-142044-3
5. 1994年8月1日 ISBN 4-09-142045-1

- 復刊版

1. 2004年12月9日 ISBN 978-4-83-544141-2
2. 2004年12月9日 ISBN 978-4-83-544142-9

## 制作の経緯
小野敏洋は、桜誕生の経緯について、「普通にヒロイン書くのもつまんないなと思って。当時、新聞で『小学生の高学年になると、男らしさや女らしさを求められ、児童はそれに反発する』みたいな記事があって、“ああ、じゃあ女の子らしい男にしよう”と。」と述べている。桜は「女らしさ、男らしさ」のアンチテーゼとして生まれた。桜が女装した男である設定は第1話の時点で決まっており、担当編集者から却下されたが、たまたま通りかかった当時の編集長がそのアイディアを推し、そのまま世に出ることとなった。ただし、小野曰く「それを読者に明かすのが1年近くずれ込んだのは想定外だった」とのこと。桜の性別を公表することは、編集部から長い間止められていたという。
なお本作は、前述のとおり玩具「バーコードバトラー」および「バーコードバトラーII」のメディアミックス展開の一部を担う作品としての側面を持つが、物語の設定のほとんどは小野が考えたものである。ゲームドームというゲームセンターを舞台にしたのは、1992年当時『ストリートファイターII』が大ヒットしていた影響でゲームセンターが子供たちにとって華やかな場所だったことに由来する。
本作は最終的には、人気の低迷により打ち切りとなった。小野によれば、連載3回分を残した時点で打ち切りが決まっていたという。石川賢好きの小野は、最後も石川のように「虚無る」、投げやりな終わり方にしようと考え、残り3回は「暴走」（小野）することに決めた。桜がボンデージ衣装に身を包む、低学年向けにしては過激な描写も「やり逃げ」であった。ただし、「桜はヒロインであり、物語のヒロインはハッピーエンドにならなければならない」という思いがあり、最終回の阿鳥改の告白に繋がった。「好きなんや」（後述）というのは、本来であれば主人公の烈が言わなければならない台詞であったが、烈が桜を男女の感情で見ていなかったことと、また烈には小野自身が投影されていたため、改に言わせたという。

## 反響
ヒロイン役の有栖川桜は、容姿も行動も完全に女の子であった。ところが、充分なファンを獲得した後、第11話で初めて、その性別が男であったことが判明する。マンガ評論家の永山薫は、このことが、桜を女の子と信じていた小学生読者にトラウマを与えつつも、一部に対しては「女装男子でも可愛いからいいのだ」「むしろ男の子の方がいい」という新しい扉を開いたと述べている。ライターの来栖美憂は「オトコの娘史に残すべき大事件を起こした」と述べている。永山は桜を「決定的な身体的特徴を見せられない児童漫画のルールを逆手に取った仕掛け」であると分析し、他の作品に登場する美少女キャラクターに対しても「実は男」といった誤読を楽しむようになった子がいるかもしれないと述べている。
おたく文化史研究家・吉本たいまつは、本作が女装した男子を一貫して肯定的に描いていると指摘し、「好きになる相手は異性でなくてもよい」というメッセージが『コロコロコミック』で発信されていたのは注目に値すると述べている。来栖も次のとおり、同様の趣旨を述べている。
来栖は、有栖川桜というキャラクターが「性別のらしさ」のアンチテーゼから始まり、突き詰めていった結果、「本当の女らしさって何？」という命題にたどり着き、正面から答えを提示したと評し、「メインヒロインとしての彼女の存在は、漫画のキャラクターとしては『ストップ!! ひばりくん!』に次ぐ、“女装少年”（＝“男の娘”）のアイコンとなりえたキャラクターである」と述べている。

## スピンオフ
『バーコードファイター』連載中から連載終了直後にかけて作者が発表した同人作品およびスピンオフの成人向け漫画（タイトルは全て『ANAL ○○』で統一されている）では、中学生時代の有栖川桜たちが描かれている他、『ANAL ALICE』についてはタイトルが『BARCODE FIGHTER #31』と表記されている。同人作品において、清白彩が有栖川桜とセックスフレンドになっていることと、実兄の岳とも近親相姦の関係を築いている描写がなされている。また、小野が1997年に上連雀三平名義で執筆した『アナル・ジャスティス』（フランス書院）において、最終的に桜と烈は結ばれなかったことが作中の描写にて示唆されている。復刊ドットコム版単行本のあとがきでは「このマンガの五年後にバイオバーコードを巡る世界大戦が起こり、その戦禍が世界のあちこちに形を残し、アレにつながる」と述べており、『アナル・ジャスティス』との世界観の繋がりと、同作の世界観においてふたなりの女性が多い原因にバイオバーコード（および桜の存在）が関連していることを示唆している。
『アナル・ジャスティス』について、永山薫は「（小野が）今度はエロ漫画読者を震撼させ」たと述べ、「アモラルで逸脱的でしかも愛らしくタガが外れた傑作」と賞している。漫画家の魔北葵は、本作の桜によりトラウマを植え付けられた子供たちに「君達が悶々としてドロドロ考えてた妄想は正しい」という肯定のメッセージを発したものであると評している。

## 関連商品
バーコードバトラーII専用カードソフト バーコードファイター バーコード皇帝からの挑戦状
バーコードバトラーIIのテーマ別C2モード対応カードセット。セット内容はカード全30枚と専用カードケース、取扱説明書。
副題にもあるとおりバーコード皇帝を倒しに行くストーリーで、あらすじにおける前編の時期にあたる。クリア時に表示される「パスコード」を葉書に書き、説明書の応募券を貼って送ると「クリア認定証」が抽選でもらえるというキャンペーンが存在した。
1993年にエポック社から発売。定価970円、JANコードは4905040355102。